# 比利亚萨亚斯
比利亚萨亚斯（西班牙語：Villasayas，西班牙語發音：[biʎaˈsaʝas]）是西班牙卡斯蒂利亚-莱昂索里亚省的一个市镇。总面积62平方公里，总人口101人（2001年），人口密度2人/平方公里。